# Садове (Корюківський район)
Садове (до 2016 року — Чапаєвка) — селище в Україні, у Менській міській громаді Корюківського району Чернігівської області. Населення становить 228 осіб.

## Історія
Селище було перейменоване згідно із законом «Про засудження комуністичного та націонал-соціалістичного (нацистського) тоталітарних режимів в Україні та заборону пропаганди їхньої символіки» 4 лютого 2016 року.
До 29 грудня 2016 року — адміністративний центр Садової сільської ради Менського району Чернігівської області.
12 червня 2020 року, відповідно до розпорядження Кабінету Міністрів України № 730-р «Про визначення адміністративних центрів та затвердження територій територіальних громад Чернігівської області», увійшло до складу Менської міської громади.
19 липня 2020 року, в результаті адміністративно-територіальної реформи та ліквідації Менського району, село увійшло до складу Корюківського району.

## Населення

### Мова
Розподіл населення за рідною мовою за даними перепису 2001 року:
| Мова       | Кількість | Відсоток |
| ---------- | --------- | -------- |
| українська | 217       | 95.18%   |
| російська  | 10        | 4.39%    |
| румунська  | 1         | 0.43%    |
| Усього     | 228       | 100%     |